# اولگ کوروبکا
اولگ کوروبکا (اوکراینی: Ольга Василівна Коробка؛ زادهٔ ۷ دسامبر ۱۹۸۵) وزنه‌بردار اهل اوکراین است. وی در مسابقات کشوری و بین‌المللی در مجموع برندهٔ 3 مدال طلا و 3 مدال نقره شده‌است. 